# (37603) 1992 HG1
1992 HG1 (asteroide 37603) é um asteroide da cintura principal. Possui uma excentricidade de 0.12631720 e uma inclinação de 4.15549º.
Este asteroide foi descoberto no dia 24 de abril de 1992 por Spacewatch em Kitt Peak.